# Луганская городская община
Луганская городская община (укр. Луганська міська громада) — номинально образованная территориальная община в Луганском районе Луганской области Украины. Административный центр — город Луганск.
Образована 12 июня 2020 года путем объединения Луганского, Александровского городских советов, Николаевского сельского совета Станично-Луганского района, Веселогорского, Жовтенского, Металлистского сельских советов Славяносербского района, Веселотарасовского, Роскошнянского и Фабричненского сельских советов Лутугинского района и Юбилейного поселкового совета.

## Населённые пункты
Города (2) — Луганск, Александровск;
Поселки (5) — Образцовое, Юбилейное, Металлист, Тепличное, Фабричное;
Села (23) — Бурчак-Михайловка, Веселая Гора, Веселая Тарасовка, Гаевое, Желтое, Земляное, Крутая Гора, Лиман, Лобачево, Николаевка, Новоселовка, Обозное, Паньковка, Приветливое, Раевка, Роскошное, Сабовка, Светлое, Стукалова Балка, Суходол, Христово, Цветущие Пески, Шишково.

## Органы власти
Глава общины — Вакантно
Совет — Луганский городской совет
Код КАТОТТГ — UA44060010000059164